# 水社拟茀蕨
水社拟茀蕨（学名：Phymatosorum longissimus）为水龙骨科拟茀蕨属下的一个种。